# Bahntower
Bahntower – wieżowiec biurowy znajdujący się w Berlinie przy Placu Poczdamskim we wschodniej części Sony Center wybudowany w latach 1998–2000. Ma 103 m wysokości i 26 kondygnacji. Znajduje się w nim siedziba koncernu Deutsche Bahn.

## Historia
Budynek został wzniesiony w latach 1998–2000 według neomodernistycznego projektu Helmuta Jahna i grupy architektonicznej Murphy/Jahn Architects. Wykonawcą prac budowlanych było konsorcjum Hochtief AG i Kajima Corporation. Inwestorem było Sony. Od początku istnienia, budynek został przeznaczony jako nowa główna siedziba koncernu Deutsche Bahn AG.
W 2008 roku budynek zmienił właściciela – Morgan Stanley i inni udziałowcy odkupili gmach od Sony za kwotę 600 mln euro. W 2007 roku DB miała plan przeniesienia głównej siedziby do nowego budynku przy dworcu głównym w Berlinie. Ostatecznie jednak porzucono te plany, a w 2009 roku DB przedłużyła umowę wynajmu na kolejne 15 lat. W 2020 roku umowę tę przedłużono do 2034 roku.
W 2021 roku rozpoczęła się przebudowa budynku, mająca na celu powiększenie przestrzeni biurowych oraz redukcję emisji CO2. Prace mają zostać zakończone w 2024 roku.